# Valeriu Andriuță
Valeriu Andriuţă, né à Sîngerei (URSS, actuellement en Moldavie) le 22 décembre 1967, est un acteur et réalisateur de courts métrages moldave.

## Filmographie
- 1998 : Mîna lui Paulista
- 2000 : Corul pompierilor : Fire Chief
- 2000 : Nici o întâmplare
- 2000 : Zapping : Sergentul
- 2002 : Occident : Nae
- 2004 : Milionari de weekend : Bebe Brazilianu
- 2012 : Au-delà des collines (Dupa dealuri) : Priest
- 2015 : Orizont : Pintea
- 2015 : Rodina (série télévisée, 2 épisodes) : Ben Djalid
- 2016 : Baccalauréat (Bacalaureat) : Suspect no 4
- 2016 : Afacerea Est : Vahtang
- 2017 : Une femme douce (A Gentle Creature)
- 2017 : Dear Friends (réalisation)
- 2018 : Donbass (Донбас)
- 2023 : Tatami de Zar Amir Ebrahimi, Guy Nattiv : Vlad, médécin de la WJA
- 2024 : Trois kilomètres jusqu'à la fin du monde de Emanuel Pârvu : Le chef de la police

Prochainement
- The very last morning
- In Blue : Taxi driver